# واکنش ساکورای
واکنش ساکورای (به انگلیسی: Sakurai reaction) که با نام واکنش هوسومی ساکورای(به انگلیسی: Hosomi-Sakurai reaction) نیز شناخته می شود، یک واکنش شیمیایی در شیمی آلی است که طی آن یک کربن الکترون دوست (مانند کتون که در زیر نشان داده شده) با یک آلیل سیلان در حضور یک اسید لوئیسی قوی به عوان کاتالیست واکنش می دهد.این واکنش به افتخار دو شیمیدان ژاپنی به نام‌های آکیرا هوسومی و هیدکی ساکورای نامگذاری شده است.